# Hans Geelmuyden (författare)
Hans Geelmuyden, född 7 november 1906, död 10 mars 1969, var en norsk författare.
Hans Geelmuyden var sonson till Hans Geelmuyden. Efter studentexamen genomgick han Oslo handelsgymnasium, var kontorist 1927–1937 och övergick till tidningsmannabanan 1938. Geelmuyden debuterade 1937 med romanen Periferi og centrum och har sedan utgett Jeg tilhører krønen! (1938), Trine (1940), Kontoret (1942), Turid i Middelhavet (1942) och Åpent hav (3 band, 1945, svensk översättning 3 band 1946–1948), där Geelmuyden i beskrivningen av huvudpersonens väg från två tomma händer till stor skeppsredare ger en beskrivning av den norska sjöfartens nyare historia.